# Тетрарутенийтридекаалюминий
Тетрарутенийтридекаалюминий — бинарное неорганическое соединение
рутения и алюминия
с формулой Al13Ru4,
кристаллы.

## Получение
- Сплавление стехиометрических количеств чистых веществ:

{\displaystyle {\mathsf {13Al+4Ru\ {\xrightarrow {1400^{o}C}}\ Al_{13}Ru_{4}}}}

## Физические свойства
Тетрарутенийтридекаалюминий образует кристаллы 
моноклинной сингонии, пространственная группа C 2/m, параметры ячейки a = 1,586 нм, b = 0,8188 нм, c = 1,274 нм, β = 107,8°, Z = 6,
структура типа тетражелезотридекаалюминия Al13Fe4
.
Соединение образуется по перитектической реакции при температуре 1402°C.